# 內溫·佩雷斯
帕特里西奧·內溫·佩雷斯（西班牙語：Patricio Nehuén Pérez；2000年6月24日—），阿根廷足球運動員，現效力波尔图，司職中後衛。

## 俱樂部生涯
佩雷斯2000年6月24日出生於阿根廷胡爾林漢，剛開始踢球時司職前鋒，後來成為一名後衛。他出自阿根廷青年青訓體系，並為阿根廷青年出戰了4場聯賽比賽。
2018年以250萬歐元加盟西甲豪門馬德里競技，並租借回到阿根廷青年。 2019年7月，他被租借到葡超球隊法馬利康。在19-20賽季，他共為法馬利康出場24場，貢獻1次進球，他在法馬利康也成為了後防線的重要成員，他也幫助法馬利康奪得聯賽第六名的成績，2020年7月，他回到馬德里競技，他的出色表現也吸引了羅馬、帕爾馬等球隊的關注。
2020年10月，馬德里競技官方宣佈佩雷斯租借加盟格拉納達，租期至2020-2021賽季結束。
乌迪内斯官方宣佈，以租借的方式從马德里竞技簽下佩雷斯一個賽季，並含有可選性續租一個賽季的選項。

## 外部連結
- Soccerway資料庫：內溫·佩雷斯